# کوسموت
کوسموت (یونانی: COSMOTE ΚΙΝΗΤΕΣ ΤΗΛΕΠΙΚΟΙΝΩΝΙΕΣ Α. Ε.) شرکت مخابرات یونانی است، که در سال ۱۹۹۸ تأسیس شد.